# Puerto de Santa Cruz
Puerto de Santa Cruz è un comune spagnolo di 418 abitanti situato nella comunità autonoma dell'Estremadura.